# Pine Castle
Pine Castle ist  ein census-designated place (CDP) im Orange County im US-Bundesstaat Florida. Das U.S. Census Bureau hat bei der Volkszählung 2020 eine Einwohnerzahl von 11.122 ermittelt. 

## Geographie
Pine Castle grenzt direkt an die Städte Edgewood (Norden) und Belle Isle (Osten). Der CDP liegt etwa 10 km südlich von Orlando und wird von den Florida State Roads 482 und 527 durchquert bzw. tangiert.
Pine Castle (Bahnhof Sand Lake Road) ist eine Station der SunRail auf der Strecke von Poinciana über Orlando nach DeBary. Am Bahnhof Orlando besteht Anschluss an die Fernzüge der Amtrak.

## Geschichte
Pine Castle erhielt durch die South Florida Railroad im Jahr 1881 erstmals Anschluss an das Eisenbahnnetz.

## Demographische Daten
Laut der Volkszählung 2010 verteilten sich die damaligen 10.805 Einwohner auf 4031 Haushalte. Die Bevölkerungsdichte lag bei 1589,0 Einw./km². 61,8 % der Bevölkerung bezeichneten sich als Weiße, 16,9 % als Afroamerikaner, 0,8 % als Indianer und 4,8 % als Asian Americans. 11,8 % gaben die Angehörigkeit zu einer anderen Ethnie und 3,9 % zu mehreren Ethnien an. 48,6 % der Bevölkerung bestand aus Hispanics oder Latinos.
Im Jahr 2010 lebten in 42,8 % aller Haushalte Kinder unter 18 Jahren sowie 19,1 % aller Haushalte Personen mit mindestens 65 Jahren. 70,8 % der Haushalte waren Familienhaushalte (bestehend aus verheirateten Paaren mit oder ohne Nachkommen bzw. einem Elternteil mit Nachkomme). Die durchschnittliche Größe eines Haushalts lag bei 2,98 Personen und die durchschnittliche Familiengröße bei 3,42 Personen.
30,8 % der Bevölkerung waren jünger als 20 Jahre, 30,6 % waren 20 bis 39 Jahre alt, 25,9 % waren 40 bis 59 Jahre alt und 12,6 % waren mindestens 60 Jahre alt. Das mittlere Alter betrug 32 Jahre. 50,3 % der Bevölkerung waren männlich und 49,7 % weiblich.
Das durchschnittliche Jahreseinkommen lag bei 27.363 $, dabei lebten 31,0 % der Bevölkerung unter der Armutsgrenze.
Im Jahr 2000 war Englisch die Muttersprache von 55,40 % der Bevölkerung, spanisch sprachen 34,36 % und 10,24 % hatten eine andere Muttersprache.